# フェルナント・レーマンス
フェルナント・レーマンス（オランダ語: Fernand Leemans、1925年12月13日 - 2004年6月3日）は、ベルギー、ブラースハート出身のフィギュアスケート選手（男子シングル）。
1948年サンモリッツオリンピックチェコスロバキア代表。1947年欧州選手権銅メダリスト。

## 主な戦績
| 大会/年      | 1946-47 | 1947-48 |
| ------------ | ------- | ------- |
| オリンピック |         | 11      |
| 世界選手権   |         | 11      |
| 欧州選手権   | 3       |         |